# Tratticka
Tratticka (Polyporus melanopus) är en svampart som först beskrevs av Christiaan Hendrik Persoon, och fick sitt nu gällande namn av Elias Fries 1821. Tratticka ingår i släktet Polyporus och familjen Polyporaceae.  Arten är reproducerande i Sverige. Utöver nominatformen finns också underarten infundibuliformis.

## Bildgalleri

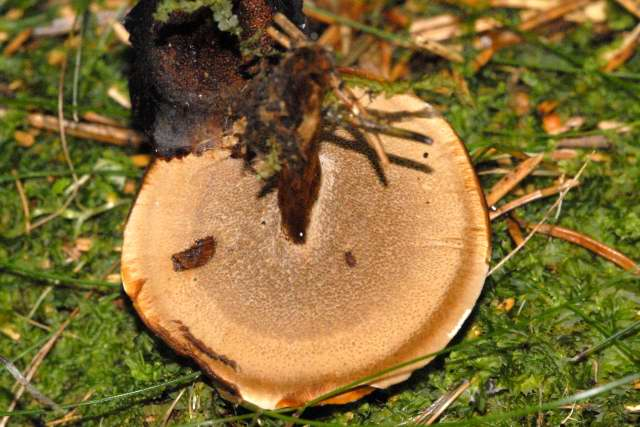